# Jenna Laurenzo
Pour les articles homonymes, voir Jenna et Laurenzo.
Jenna Laurenzo est une actrice, scénariste, productrice et réalisatrice américaine.

## Biographie
En 2018, elle réalise son premier long métrage, Lez Bomb.

### Vie privée
Jenna Laurenzo est ouvertement lesbienne.

## Comme actrice
- 2008 : The New Twenty : la fille qui court
- 2010 : Mourning on Charlotte Street (court métrage) : Marie
- 2011 : I Love You (court métrage)
- 2011 : Parker & Maggie (série télévisée) : Maggie (10 épisodes)
- 2011 : Caseload (court métrage) : Ashley
- 2012 : Things I Don't Understand : Daisy
- 2012 : Frog Kissers (téléfilm) : Jessica
- 2012 : Cowboy Spirit : Tori
- 2012 : The Pleasure People (court métrage) : Astrid
- 2012 : Hey There Stranger (téléfilm) : Signy
- 2013 : The Happy Mommy Hustle (série télévisée) : J.J. (2 épisodes)
- 2014 : Coffee to Go (court métrage) : Barista
- 2014 : Snafu (série télévisée) : Emily
- 2014 : Two Pints Lighter : Maureen
- 2013-2014 : Water with Lemon (série télévisée) : Autumn (6 épisodes)
- 2014 : Half Brother : Katie
- 2015 : Girl Night Stand (court métrage) : Katie
- 2015 : Shift Into Gear Web Series (série télévisée) : Meghan Donovan
- 2017 : She's Marrying Steve (court métrage) : Lauren
- 2018 : Green Book : Fran Venere
- 2018 : Lez Bomb : Lauren

## Comme scénariste
- 2011 : Parker & Maggie (série télévisée) (10 épisodes)
- 2012 : The Pleasure People (court métrage)
- 2013 : Water with Lemon (série télévisée)
- 2014 : Coffee to Go (court métrage)
- 2015 : Girl Night Stand (court métrage)
- 2018 : Lez Bomb

## Comme productrice
- 2011 : Parker & Maggie (série télévisée) (10 épisodes)
- 2013 : Water with Lemon (série télévisée)
- 2014 : Coffee to Go (court métrage)
- 2015 : Girl Night Stand (court métrage)
- 2018 : Lez Bomb

## Comme réalisatrice
- 2015 : Girl Night Stand (court métrage)
- 2018 : Lez Bomb